# 13 ق هـ
13 ق هـ هي السنة الثالثة عشرة السابقة للهجرة النبوية، وتوافق الفترة الممتدة تقريبًا من 4 ديسمبر 609 إلى 22 نوفمبر 610م.

## أحداث
نزول الوحي جبريل  على النبي محمد ﷺ وهو في غار حراء وجاؤه بقول الله تعالى: ﴿اقْرَأْ بِاسْمِ رَبِّكَ الَّذِي خَلَقَ ۝١ خَلَقَ الْإِنْسَانَ مِنْ عَلَقٍ ۝٢ اقْرَأْ وَرَبُّكَ الْأَكْرَمُ ۝٣ الَّذِي عَلَّمَ بِالْقَلَمِ ۝٤ عَلَّمَ الْإِنْسَانَ مَا لَمْ يَعْلَمْ ۝٥﴾ [العلق:1–5] وكان ذلك في العشر الأواخر من شهر رمضان 13 ق هـ، الموافق لشهر أغسطس 610م.